# Ulf Wengård
Ulf Wengård, född 15 januari 1927 i Oppegård, död där 7 juli 2003, var en norsk skådespelare och dansare.
Wengård debuterade vid Chat Noir under tidigt 1950-tal och knöts 1954 till Det Nye Teater, senare Oslo Nye Teater. Där spelade han i musikaler som Sommer i Tyrol och My Fair Lady samt lustspel och komedier. Han verkade även inom barnteatern och NRK:s barnunderhållning på TV.
Vid sidan av teatern medverkade han i 27 film- och TV-produktioner. Han debuterade 1959 i 5 loddrett och gjorde sin sista roll 1999 i Norska Olsenbandet tar hem spelet.

## Filmografi (urval)
- 1959 – 5 loddrett
- 1960 – Millionær for en aften
- 1961 – Strandhugg
- 1961 – Bussen
- 1962 – Stackars stora starka karlar
- 1966 – Lille Lord Fauntleroy (TV-serie)
- 1968 – Olsenbanden och guldstatyetten
- 1970 – Olsenbanden och Dynamit-Harry
- 1970 – Mästertjuven
- 1973 – To fluer i ett smekk
- 1974 – Knutsen & Ludvigsen
- 1975 – Glade vrinsk
- 1976 – Olsenbanden i full fart
- 1977 – Olsenbanden på guldjakt
- 1978 – Olsenbanden + Data Harry sprenger verdensbanken
- 1979 – Jul i Skomakergata (TV-serie)
- 1981 – Olsenbanden ger sig aldrig!
- 1982 – For Tors skyld
- 1982 – Olsenbandens sista kupp
- 1984 – Olsenbanden kommer igen
- 1988 – Fleksnes fataliteter (TV-serie)
- 1993–1994 – Mot i brøstet (TV-serie)
- 1995 – Eggs
- 1995 – Amalies jul (TV-serie)
- 1999 – Norska Olsenbandet tar hem spelet